# Shriners International
Shriners International es una organización sin ánimo de lucro, anteriormente conocida como la Antigua Orden Árabe de los Nobles del Santuario Místico, la orden fue establecida en 1870 como un cuerpo auxiliar de la francmasonería. La organización es bien conocida por los Hospitales infantiles Shriners que la orden administra, y por los feces de color rojo que llevan sus miembros.

## Historia

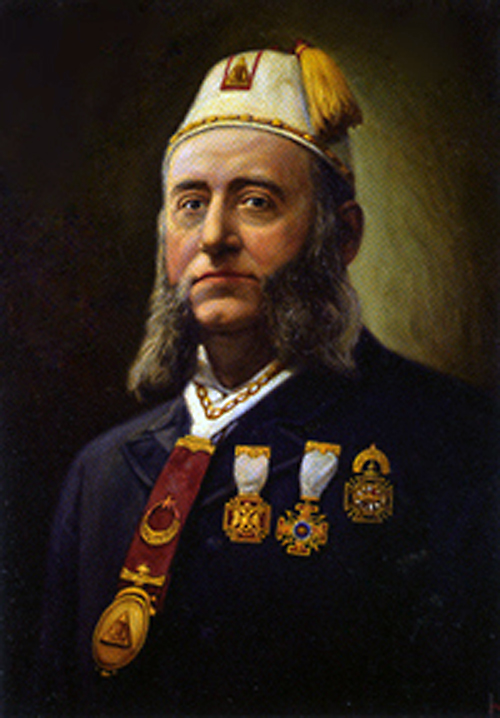
Walter Millard Fleming.

En 1870 había miles de masones en Manhattan, muchos de ellos desayunaban en un local llamado Knickerbocker Cottage, en una mesa especial situada en el segundo piso. Fue allí donde surgió la idea y el proyecto de fundar una fraternidad benéfica que ilusionase a los masones, el médico Walter M. Fleming y el actor William J. Florence apoyaron el proyecto y lo llevaron a cabo.
William J. Florence, era un actor de renombre mundial, que se encontraba de gira en Marsella cuando fue invitado a una fiesta organizada por un diplomático árabe. El evento era una especie de comedia musical, al terminar la función teatral, los invitados a la fiesta se convirtieron en miembros de una sociedad secreta. Florence tomó numerosas notas y elaboró unos dibujos sobre su ritual de iniciación, e hizo lo mismo en dos ocasiones más, una en Argel y otra en El Cairo. Cuando regresó a Nueva York en 1870, le mostró su material a Fleming.

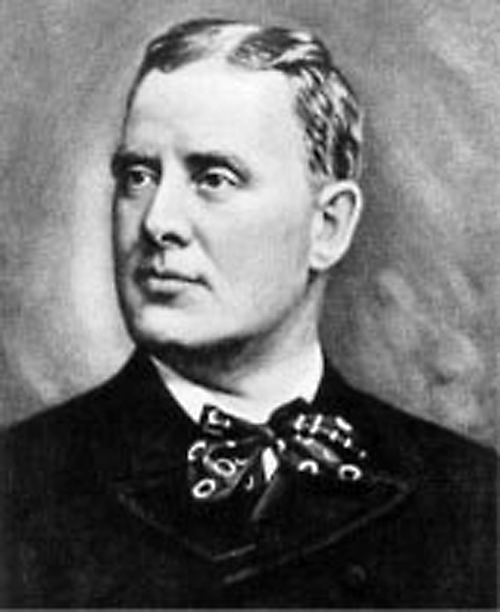
William Florence.

Fleming tomó las ideas proporcionadas por Florence y las convirtió en lo que vendría a ser la "Antigua Orden Árabe de los Nobles del Santuario Místico" en inglés: (Ancient Arabic Order of the Nobles of the Mystic Shrine ) ( A.A.O.N.M.S.). Fleming creó el ritual, el emblema y las vestimentas. Florence y Fleming fueron iniciados el 13 de agosto de 1870, e iniciaron a 11 hombres el día 16 de junio de 1871.
El grupo adoptó unos rituales y unas vestimentas que tienen su origen en Oriente Medio, y sus lugares de reunión se llamaban templos, aunque la palabra templo, más tarde se cambió por centro Shriner. El primer templo establecido por los Shriners, fue el templo Mecca (hoy conocido como: Mecca Shriners ), que fue establecido en el Masonic Hall de la ciudad de Nueva York el 26 de septiembre de 1872. Fleming fue el primer potentado.
En 1875, había solamente 43 Shriners en la organización. En un esfuerzo por ampliar el número de miembros, fue creado el Gran Consejo de la Antigua Orden Árabe de los Nobles del Relicario Místico, el 6 de junio de 1876, durante una reunión en el templo Mecca. Walter Millard Fleming fue nombrado Primer Potentado Imperial.
En 1878 había 425 miembros, repartidos en 13 templos en ocho estados de los EE. UU., y en 1888 había 7.210 miembros repartidos en 48 templos en los Estados Unidos y en Canadá. Durante la reunión imperial que tuvo lugar en Washington D. C., en 1900, había 55.000 miembros en la orden, y esta contaba con 82 templos. En 1938 la orden tenía 340.000 miembros en los Estados Unidos.

## Integrantes

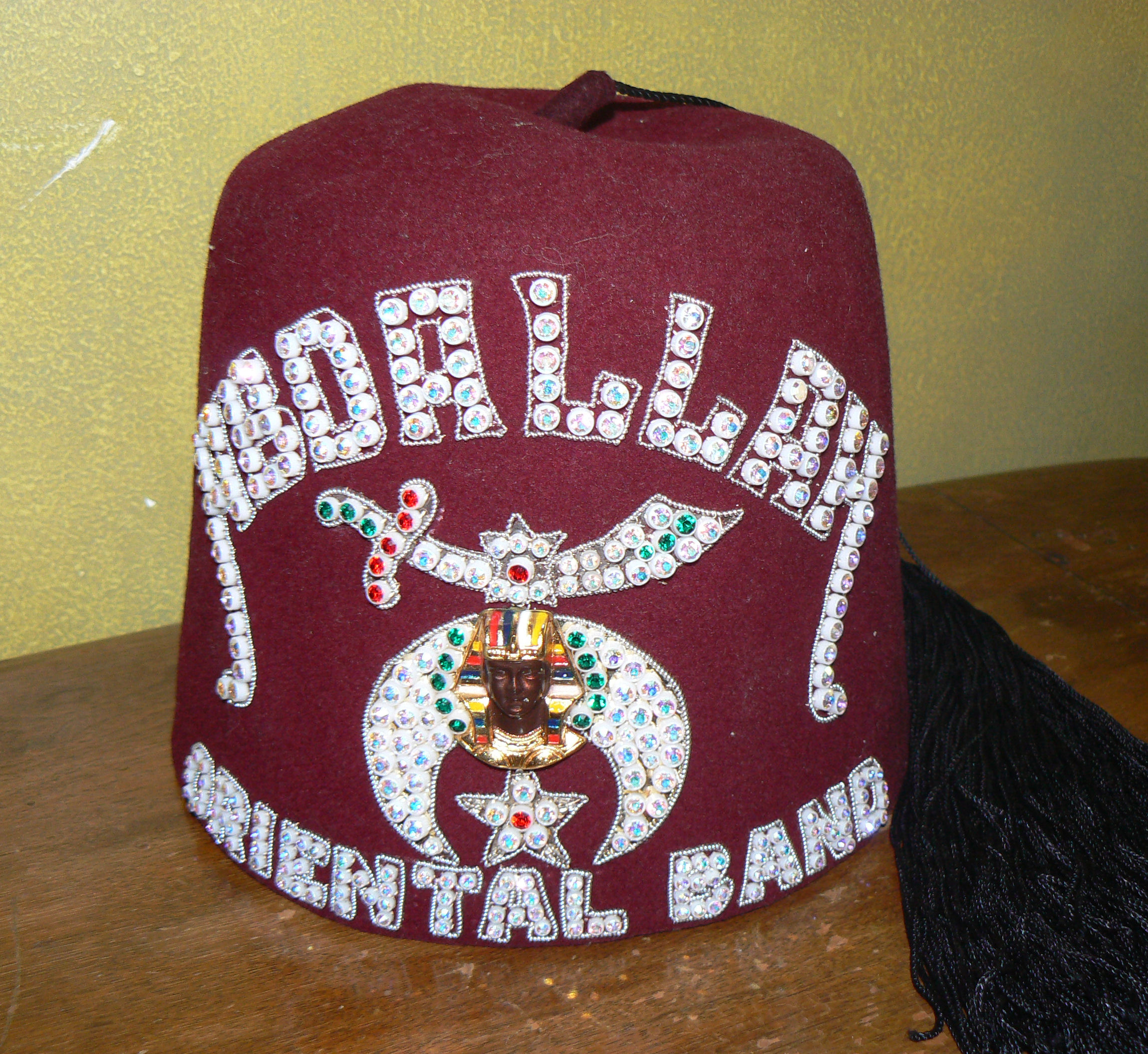
Fez que llevan los Shriners.

Los Shriners son una fraternidad masónica masculina, todos los Shriners deben ser masones y deben creer en la existencia de un Ser Supremo. Antes del año 2000, para formar parte de los Shriners, una persona debía completar su formación en el Rito Escocés y alcanzar el grado masónico 33, pero desde el año 2000, cualquier maestro masón del Rito Escocés o del Rito York, puede formar parte de la orden.

### Órdenes femeninas
Aunque hay muchas actividades para los Shriners y sus esposas, hay 3 organizaciones femeninas que están aliadas con los Shriners, y que admiten solamente a mujeres: el Ladies Oriental Shrine, las Hijas del Nilo y la asociación Shrine Guilds of America. Estas organizaciones apoyan a los Hospitales Shriners para Niños. 

#### Hijas del Nilo

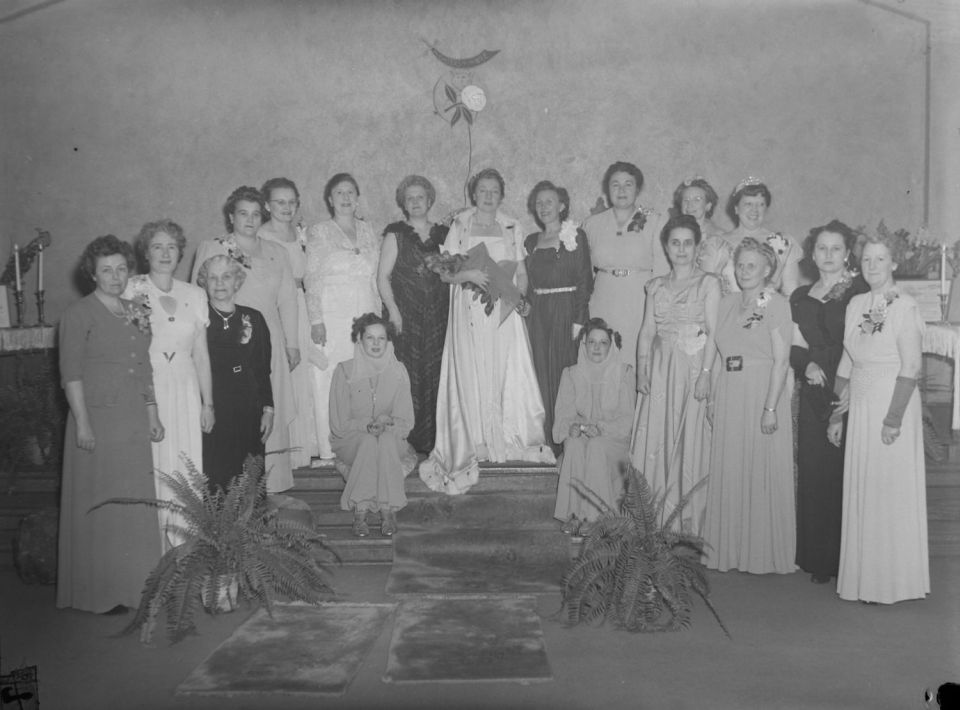
Las Hijas del Nilo en el Hospital Shriner's de Montreal en 1948.

Las Hijas del Nilo (en inglés estadounidense: Daughters of the Nile ) admiten como miembro a cualquier mujer de 18 años de edad o mayor, que tenga una relación familiar con un Shriner o con un maestro masón, ya sea por nacimiento, matrimonio o adopción.
Las Hijas del Nilo tienen unos locales llamados templos. La orden de las Hijas del Nilo fue fundada en 1913 en Seattle, Washington. Entre los miembros de las Hijas del Nilo estaba la primera dama de Estados Unidos, Florence Harding, esposa del ex-presidente de los Estados Unidos, Warren Gamaliel Harding.

#### Ladies Oriental Shrine of North America
Ladies Oriental Shrine of North America (L.O.S. of N.A.) fue fundada en 1903 en Wheeling, Virginia Occidental. La organización admite como miembro a cualquier mujer de 18 años de edad o mayor, que tenga una relación familiar con un Shriner o con un maestro masón, ya sea por nacimiento, matrimonio o adopción.

#### Shrine Guilds of America
La asociación Shrine Guilds of America fue fundada en 1947, y actualmente tiene unos 14 centros, la mayor parte de estos centros llamados guilds están en los estados de Indiana y Florida. Shrine Guilds of America admite como miembros solamente a las esposas y a las viudas de los Shriners.

### Desfiles

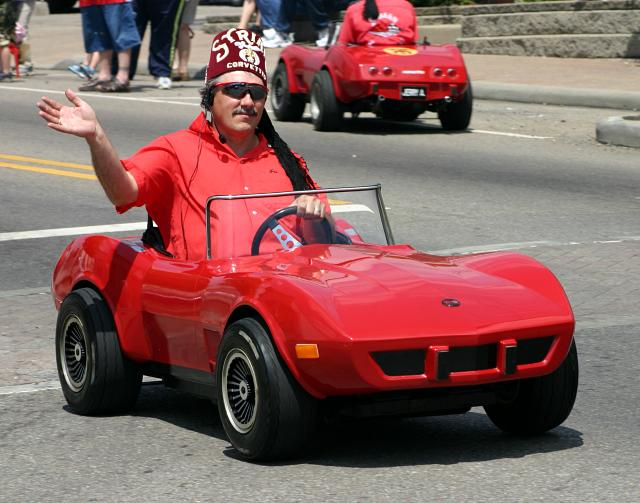
Un Shriner conduciendo un automóvil en miniatura.

Los Shriners habitualmente participan en desfiles locales, muchas veces conducen vehículos en miniatura, tales como; automóviles, camiones, motocicletas, etc, y van vestidos con un sombrero llamado fez, una prenda que había sido una vestimenta típica del Imperio Otomano, van acompañados de tambores, motociclistas, y bandas de música. Los Shriners son los patrocinadores de un circo para los niños, llamado Shrine Circus.

### Servicio comunitario y caridad

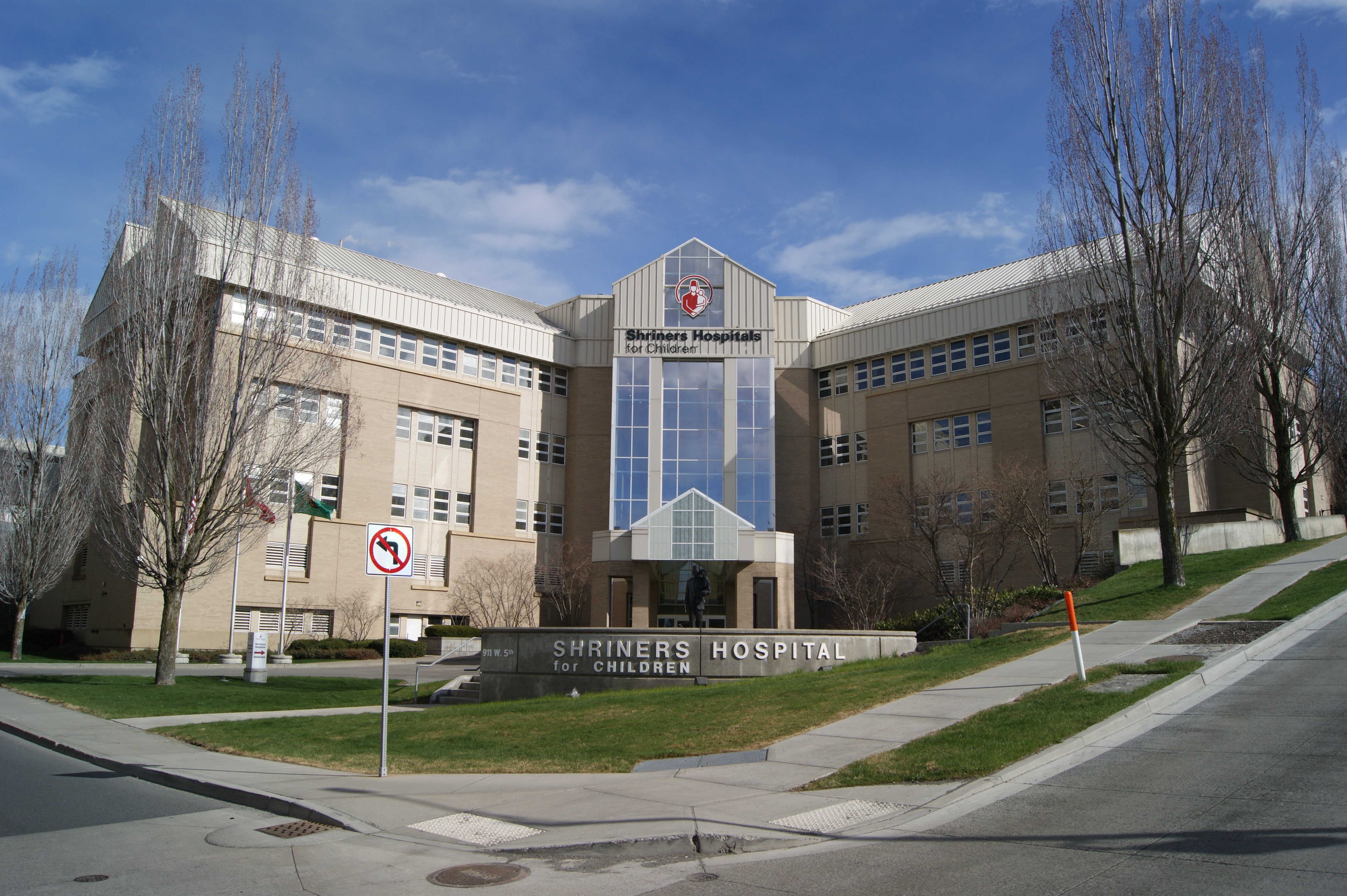
Hospital Shriners para niños en Spokane, Washington.

Los Shriners ofrecen servicios a la comunidad y han puesto en marcha diversos proyectos en los Estados Unidos. La orden organiza un partido de fútbol americano universitario, el East-West Shrine Game. 
La fraternidad se reúne una vez al año, para celebrar la sesión del consejo imperial, en alguna ciudad de América del Norte. Es común que a esas reuniones asistan al menos 20,000 participantes o más, lo que genera un alto nivel de ingresos para la economía local. 
La rama benéfica de los Shriners son los Hospitales infantiles Shriners, una red de 22 hospitales que están ubicados en los Estados Unidos, México y Canadá. Los hospitales inicialmente fueron construidos para tratar a las víctimas jóvenes de la poliomielitis, pero una vez que la enfermedad fue controlada, decidieron continuar con su servicio. 
Los hospitales ahora contemplan casi todas las especialidades pediátricas, particularmente; la ortopedia, el tratamiento de las quemaduras, el labio leporino y la fisura palatina, auxiliando en enfermedades y en accidentes. La institución ha sido pionera desarrollando nuevos tratamientos.
No se aplica cargo alguno por los servicios de tratamiento, cirugía, o por los aparatos utilizados para la rehabilitación del paciente. No se discrimina a ningún paciente por motivos raciales, económicos o religiosos. El paciente debe tener menos de 18 años y estar enfermo. Los templos Shriner, a menudo proporcionan transporte gratuito al hospital más cercano. En 2002, hizo su aparición una mascota llamada Fez Head Fred.

### Enlaces en español
- Hospitales Shriners para niños
- Hospital Shriners para Niños México
- Shriners International
- Shriners Ecuador Archivado el 29 de septiembre de 2015 en Wayback Machine.

### Enlaces en inglés
- Beashrinernow.com Archivado el 17 de octubre de 2016 en Wayback Machine. (en inglés)
- Shrine Circus (en inglés)
- Shrine Game (en inglés)

- Datos: Q1934902
- Multimedia: Shriners / Q1934902